# Resolução angular
Na óptica, entende-se por resolução angular a capacidade de se distinguir dois objetos cujas imagens estejam muito próximas. O critério de Rayleigh é a teoria que define a resolução de dois objetos observados com uma separação angular relativamente pequena. Esse critério estabelece que o limite de resolução se dá no ponto a partir do qual as duas imagens estarão resolvidas (discerníveis), ou seja, quando o máximo central da figura de difração de uma das imagens coincide com o primeiro mínimo de difração de outra imagem.
Este critério é muito importante, pois é com base nele que se pode quantificar o desempenho relativo à característica de resolução de diversos instrumentos óticos como microscópios, binóculos, telescópios, ou mesmo o próprio olho. 

## Aplicabilidade
Toda imagem produzida por uma lente ou orifício apresenta um padrão de difração, seja por observação direta ou após ter sido projetada sobre um anteparo. O próprio diâmetro da pupila ocular produz este efeito quando visualizamos um objeto. Partindo do equacionamento do critério de Rayleigh, são usados vários artifícios para aumentar o poder de resolução de diversos instrumentos óticos. Um deles é a mudança do comprimento de onda {\displaystyle \lambda } que é utilizado no instrumento. Num microscópio usa-se, por exemplo, uma película de óleo transparente com índice de refração de aproximadamente {\displaystyle 1,55} entre a objetiva e a amostra a ser visualizada, com o intuito de diminuir o comprimento de onda da luz. Outro artifício também utilizado para melhorar a resolução de tais aparelhos é aumentar o diâmetro das lentes, solução que é observada nos grandes telescópios.
O pintor neoimpressionista Georges Seurat pertencia à escola do pontilhismo. Suas obras consistiam em um enorme número de pequenos pontos igualmente espaçados de pigmento puro. A ilusão da mistura de cores é produzida somente nos olhos do observador, sendo que ele deve estar a uma distância mínima da pintura para observar a mistura desejada das cores.

## Equações
Quando a luz atravessa um orifício circular pequeno, ela produz uma figura de difração conhecida como difração de orifício simples, na qual o ângulo {\displaystyle \theta } subentendido pelo primeiro mínimo de difração está relacionado ao comprimento de onda {\displaystyle \lambda } da luz e ao diâmetro d da abertura, por: 
{\displaystyle \operatorname {sen}(\theta )=1,22\cdot {\frac {\lambda }{d}}}
onde o fator {\displaystyle 1,22} advém da análise matemática da situação quando o ângulo {\displaystyle \theta } for muito pequeno.
Se a luz incidir sobre dois orifícios que apresentem uma separação angular pequena {\displaystyle \phi } os dois padrões de difração de orifício simples gerados podem se sobrepor, comprometendo uma visualização individual dos mesmos. Consequentemente à iluminação simultânea de dois orifícios iguais com luz de mesma intensidade, resulta na superposição de dois padrões de difração de orifício simples idênticos. Como o ponto central do máximo principal de cada padrão de difração se propaga perpendicularmente ao plano que contém os dois orifícios, ele será projetado em um anteparo sem apresentar nenhum desvio angular. Desta forma, a distância entre os máximos centrais será sempre igual à distância entre os centros dos dois orifícios. Chamando de {\displaystyle r} a distância do máximo central ao primeiro mínimo de difração, vemos que a posição angular deste primeiro mínimo é dada por:
{\displaystyle \theta =\arctan \left({\frac {r}{R}}\right)}
De acordo com o critério de Rayleigh, quando o primeiro mínimo de difração de um dos orifícios coincide com o máximo central do outro os objetos estão no limiar da resolução. Nesta situação a linha que une o centro de qualquer um dos orifícios ao ponto médio entre os máximos centrais divide o ângulo {\displaystyle \theta } pela metade, e consequentemente:

{\displaystyle \phi +2\alpha =180^{\circ }}

{\displaystyle {\frac {\theta }{2}}+\alpha =90^{\circ }}

A solução deste sistema de equações mostra que, quando os orifícios estiverem no limiar da resolução, a separação angular {\displaystyle \phi } entre eles é igual à posição angular {\displaystyle \theta } do primeiro mínimo de difração. Logo à separação angular crítica {\displaystyle \phi _{c}}  entre os orifícios é dada por:
{\displaystyle \phi _{c}=1,22\cdot {\frac {\lambda }{d}}=\arctan \left({\frac {r_{c}}{R_{c}}}\right)}

onde {\displaystyle R_{c}} é a distância entre o plano que contém os orifícios e o observador que satisfaz o critério de Rayleigh e {\displaystyle r_{c}} é a separação entre os orifícios.
Da última equação, temos que os orifícios serão vistos como duas fontes distintas se a separação angular {\displaystyle \phi }  entre eles for maior que {\displaystyle 1,22\cdot {\frac {\lambda }{d}}}. No entanto, se {\displaystyle \phi }  diminuir em consequência do aumento da distância de observação {\displaystyle R} , a superposição das figuras de difração irá aumentar, ficando cada vez mais difícil distinguir individualmente cada um dos orifícios. É importante ressaltar que a validade dessa equação depende fundamentalmente do paralelismo dos feixes, da igualdade na intensidade dos máximos centrais de difração, e de que as fontes sejam pontuais. 